# クラウディオ・マルドナード
クラウディオ・アンドレス・デル・トランシート・マルドナード・リベラ（スペイン語: Claudio Andrés del Tránsito Maldonado Rivera、1980年1月3日 - ）は、チリ出身の元サッカー選手。元チリ代表。ポジションはMF。

## クラブ歴

### コロコロ
クリコに生まれ、CSDコロコロの下部組織から1998年にトップチームに昇格した。

### サンパウロ
2000年にカンピオナート・ブラジレイロ・セリエA所属のサンパウロFCに加入、3シーズンをここで過ごした。

### クルゼイロ
2003年にクルゼイロECの監督、ヴァンデルレイ・ルシェンブルゴが彼を獲得。当時、マルドナードの恋人がヴァンデルレイ・ルシェンブルゴの娘であったという経緯もあったが、この移籍によって彼はキャリア最盛期を迎える事となった。同年、クラブは3冠達成というブラジルサッカー史上初の快挙を成し遂げ、彼も大きくその偉業に貢献した。

### サントス
2006年にサントスFCに移籍し、ヴァンデルレイ・ルシェンブルゴ監督の下で再びサッカーをする事となった。しかしながら前シーズン末に膝の手術の予定が入っていたため、2ヶ月出遅れる形となった。回復した後はコパ・リベルタドーレス2007の準決勝進出、カンピオナート・ブラジレイロ・セリエAでは2位という成績に貢献した。全国リーグで2位であったためにコパ・リベルタドーレス2008への出場権を獲得したが、彼自身はフェネルバフチェSK、ACミラン、レアル・マドリード、アヤックス・アムステルダムといった欧州のクラブからも狙われる存在であった。28歳の彼はポテンシャル的にもピークが近く、また3年間で8枚のレッドカードを貰っていたという事実もあったので、多くのクラブから興味を持たれつつもフェネルバフチェ以外に明確なオファーはなかった。

### フェネルバフチェ
2008年にフェネルバフチェに1年半契約で移籍。当時の監督はジーコであった。この移籍に先立ってウルグアイのCAレンティスタスが代理人クラブとしてサントスから彼の権利を222万5040レアルで買収していたため、レンティスタスからのレンタル移籍の形となった。しかしトルコでは怪我に苦しみ出場機会は活躍はならなかった。

### フラメンゴ
2009年8月27日にCRフラメンゴに1年契約で加入。移籍後初出場はECサント・アンドレ戦で、それも途中出場であったが、2試合目以降はトップチームのメンバーとして出場した。移籍後10試合は無失点に抑え、そのうち9試合では同時に加入したアウヴァーロとのコンビでの出場であった。移籍後初得点は11月8日のアトレチコ・ミネイロ戦であった。この良いパフォーマンスでマルセロ・ビエルサ監督からチリ代表に招集され復帰したが、11月17日に行われたスロバキア代表戦で後半に左膝の靭帯を負傷し4ヶ月の離脱を余儀なくされた。その後、2010年8月に6ヶ月の契約を延長、2011年1月に2年の契約を延長した。

### コリンチャンス
2013年5月にフリーでSCコリンチャンス・パウリスタに加入したが、同年末で放出された。

### コロコロ復帰
2014年7月まで無所属であったが、古巣のコロコロに14年半ぶりの復帰を果たし、1年間在籍し引退した。

## 代表歴
U-23代表としてシドニーオリンピックに出場し銅メダルを獲得した。
それに先立った2000年2月12日にブルガリア代表戦でA代表初出場。2005年2月9日に行われたエクアドル代表戦で代表での唯一の得点を決めた。2006 FIFAワールドカップ・南米予選ではレギュラーでかつ中心選手として活躍したが、本戦出場はならなかった。代表での最後の試合となったのは2010年11月17日に行われたウルグアイ代表戦であった。

## 個人成績
代表での得点一覧
| #  | 日附         | 場所                                           | 対戦相手   | 得点 | 結果 | 大会     |
| -- | ------------ | ---------------------------------------------- | ---------- | ---- | ---- | -------- |
| 1. | 2005年2月9日 | ビニャ・デル・マール・エスタディオ・サウサリト | エクアドル | 1-0  | 3-0  | 親善試合 |

## タイトル

### クラブ
コロコロ
- プリメーラ・ディビシオン: 1998

サンパウロ
- カンピオナート・パウリスタ: 2000, 2002

クルゼイロ
- カンピオナート・ブラジレイロ・セリエA: 2003
- コパ・ド・ブラジル: 2003
- カンピオナート・ミネイロ: 2003, 2004

サントス
- カンピオナート・パウリスタ: 2006, 2007

フェネルバフチェ
- TFFスュペル・クパ: 2009

フラメンゴ
- カンピオナート・ブラジレイロ・セリエA: 2009
- タッサ・グアナバラ: 2011
- タッサ・リオ: 2011
- カンピオナート・カリオカ: 2011

コリンチャンス
- レコパ・スダメリカーナ: 2013

### 代表
チリU-23
- オリンピック:

銅メダル: 2000

### 個人
- ボーラ・ジ・プラッタ: 2003